# بيلا كش
بيلا كش (بالمجرية: Kiss Béla)‏ (ولد عام 1877م- ؟) سفاح مجري. ويعتقد بأنه قتل على الأقل 24 اِمرأة وحاول أن يقوم بتخليلهن (التخليل هو إحدى وسائل حفظ المواد الغذائية، خصوصًا لبعض أنواع الخضر والفواكه عن طريق استبدال عصيرها بمحلول ملحي)، في براميل ضخمة كان محتفظاً بها في ملكيته.

## حياته

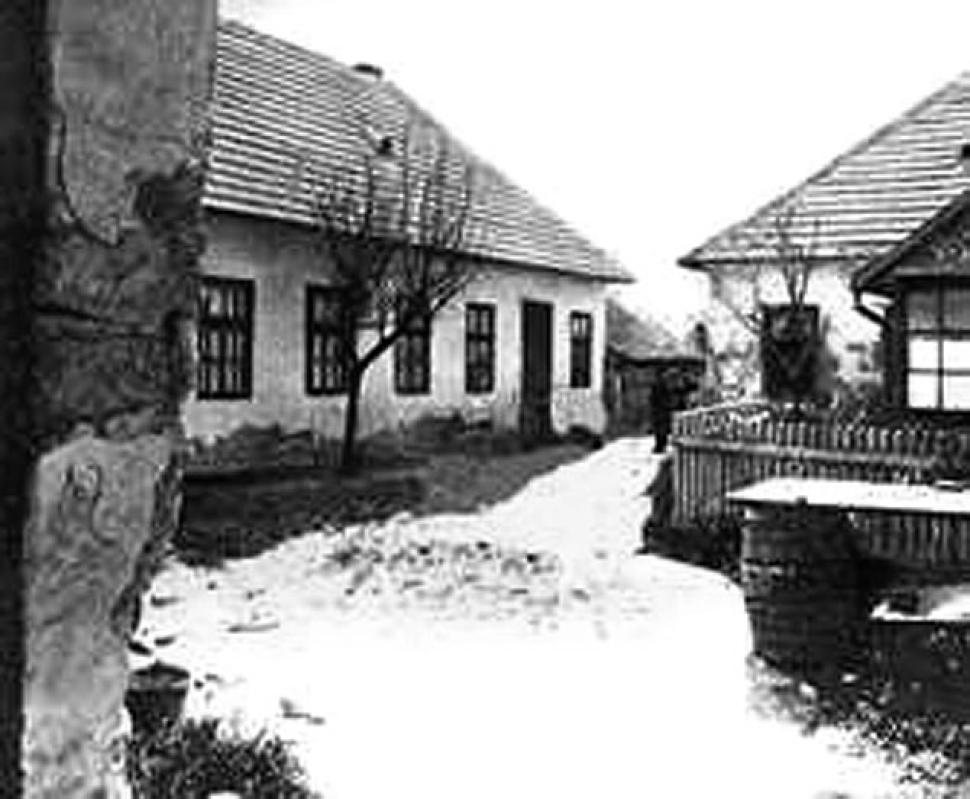
منزل بيلا كش في اليسار

كان بيلا كش يقوم بصنع وإصلاح الصفائح المعدنية، وعاش في تشنكوتا (مدينة بالقرب من بودابست، أصبحت حي في المدينة نفسها)، منذ عام 1900. وكان مهتماً بعلم التنجيم وزعم بشغفه في ممارسات تنجيمية. قام كش بتوظيف عاملة منزلية، اسمها جاكوبيك، بعدما تخلت عنه زوجته من أجل عشيقها
أكدت جاكوبيك أنه كان يراسل العديد من النساء كونه وضع إعلاناً على الصحف يدعي فيه العرافة فكان يأخدهن أحيانا إلى منزله في تشنكوتا. ومع ذلك، لم تعرف خادمته المنزلية أبداً أياً منهن، ولم يبدي كش أي ود مع جيرانه على الرغم أنه كان محبوبا ً. 
وقد لاحظ أهالي المدينة بأن كش كان يقوم بجمع عدد من البراميل المعدنية. فأخبر كش شرطة المدينة خلال إستجوابهم له بأنه كان يملؤها بوقود السيارات تحسباً من الحرب القادمة. وكان قد تم تجنيده عندما بدأت الحرب العالمية الأولى في 1914م، وترك منزله برعاية جاكوبيك.

## البحث

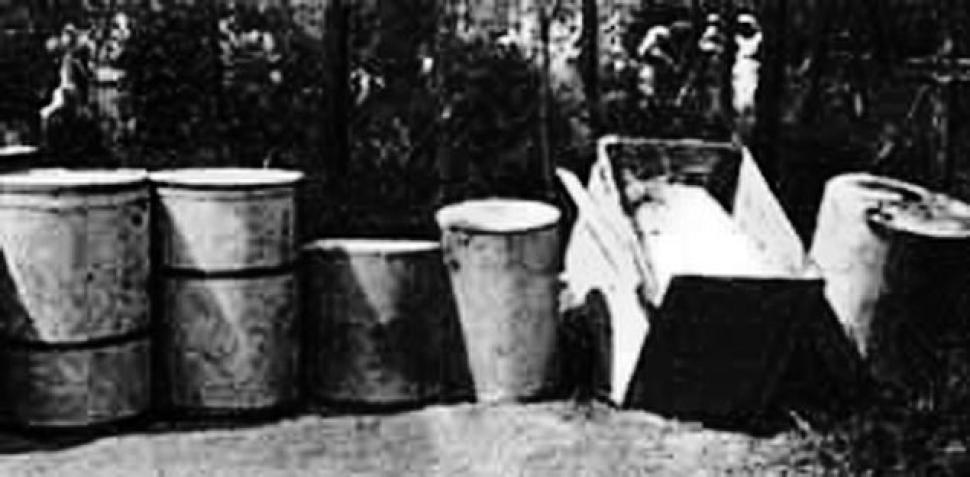
عندما نكز مالك عقار بيلا كش في فتحة صغيرة في واحدة من البراميل المستاجر لديه ، غمر نفسه ب"رائحة الموت".

تلقت شرطة بودابست إتصالا ً في عام 1916م، من مالك عقار الذي وجد سبعة براميل معدنية كبيرة. وتذكر حاكم المدينة مخزون كش من وقود السيارات والتي قادت إلى احتياج الجنود لها. وفي مسعى لفتح البراميل، لوحظ وجود رائحة مريبة. تولى رئيس التحقيق كارولي ناغي التحقيق وفتح واحدة من البراميل، في ظل احتجاجات الآنسة جاكوبيك. هناك أكتشفوا جثة امرأة تعرضت للخنق . واسفرت البراميل الأخرى عن محتوى بشع مماثل.ونتج البحث في منزل كش عن وجود 24 جثة.
أخبر ناغي الجيش بضرورة القبض على بيلا كش فورا ً، لو كان على قيد الحياة -وهناك احتمال أيضا ً بأنه كان أسير حرب. الاسم، لسوء الحظ، كان شائعا ً للغاية. ألقى ناغي القبض على مدبرة المنزل الآنسة جايكوبيك وسألها عن الخدمة البريدية لإمكانية حمل أي رسائل إلى كش.أشتبه ناغي مبدئيا ً بأن جاكوبيك قد تكون هناك علاقة مع جريمة القتل، خصوصا ً عندما غادر كش وترك لها مبلغ مالي في وصيته.
اكدت جوبيك بانها لاتعرف شئيا ً إطلاقا ً عن جرائم القتل. وأظهرت لهم غرفة كش السرية والذي اخبرها بعدم الدخول إليها أبدا ً. كانت الغرفة مليئة بأرفف الكتب ولكن لديه أيضا ً طاولة مكتب بها عدد من الرسائل، مراسلات كش مع 74 إمراة وألبوم صور، وكانت معظم الكتب متعلقة بالسموم أو الأختناق.
تشف ناغي من الرسائل عدة أشياء.كانت الرسائل الأقدم من عام 1903 واصبح من الواضح بأن كش كان يحتال على النساء اللاتي كن يتطلعن إلى الزواج. قام بوضع إعلانات عبر الصحف في زاويا الزواج لعدة صحف وأختار النساء بشكل الرئيسي اللاتي ليس لهن أقارب يعيشون بالقرب ويدرك بأن لا أحد سوف يلاحظ اختفاءهن بسرعة. وكان يتودد لهن ويقنعهن بإرسال المال له. ووجدت الشرطة أيضا ً سجلات قديمة للمحكمة، التي تشير بأن أثنان من ضحاياه قمن ببدء إجراءات المحاكمة بسبب أخذه للمال من هنّ. وقد أختفين كِلا المرأتين وتم شطب القضية.
وتتعرض كل إمراة تأتي إلى المنزل للخنق، وحيث قام كش بتخليل جثثهن بالكحول وأحكم إغلاقها في براميل معدنية.ووجدت الشرطة بوجودعلامات ثقب في اعناقهن، واجسادهن منضوبة من الدماء، ماقاد إلى الاعتقاد بأن كش يعتبر نوعا ما مصاص دماء . 

## الاختباء
استلم ناغي في 4 أكتوبر من عام 1916م رسالة تفيد بأن كش يسترد عافيته بمستشفى صربي .ووصل ناغي متاخرا ً جدا ً، ما جعل كش يهرب واستبدل بجثة جندي أخر في سريره.قام ناغي بتحذير كل اقسام الشرطة المجرية. ومع ذلك، أثبتت كل رؤى الشرطة يمكن التحقق منها بأنها خاطئة.
بروز التكهنات في عدة مناسبات لاحقة بأن كش من المحتمل موته ملفق وذلك بواسطة استبدال هويته مع جثة جندي خلال الحرب. وكان من المفترض ان شوهد عدة مرات في السنوات اللاحقة وكانت هناك شائعات مختلفة عن مصيره.ومن ضمنها سجنه في رومانيا بتهمة السرقة أو موته ب حمى صفراء في تركيا.

## مشاهدات
أبلغ جندي في الفيلق الأجنبي الفرنسي في عام 1920 ،إلى أن واحد من الفيالقة اسمه هوفمان (الأسم الذي استخدمه كش في بعض الرسائل) ،الذي كان يتباهى بأنه كان جيدا ً باستخدام كسارة الأعناق ، والذي تنطبق عليه وصف كش. هاجر «هوفمان» مكانه قبل أن تتمكن الشرطة من الوصول إليه.
وكان محقق جرائم القتل أزوالد قد شاهد كش متيقنا ُ يخرج من مترو ميدان التايمز في مدينة نيويورك عام 1932م. وكانت هناك شائعات بأن كش كان يعيش في المدينة ويعمل حاجبا ً للمبنى ولكن لم يتسن التأكد من ذلك، وعندما اتت الشرطة للمقابلة الحاجب، كان قد غادر مبكرا ً.
مصير كش النهائي والعدد الحقيقي من ضحاياه بقي مجهولا ً.

## في الثقافة الشعبية
- آستلهمت مسرحية 23 لممثل أنطونين أرتو من القضية
- الألماني بيلا كيش:مقدمة (بما يعرف كيش السفاح) للمخرج لوشين فورستنر وأطلقت في عام 2013 ،مبنية على سيرة كيش الذاتية.
- أستلهمت رواية منزل التل- للروائي غوبي كوتور  [لغات أخرى]‏ من أحداث حقيقة من حياة بيلا كيش.

## روابط خارجية
- Crime Library article about Béla Kiss